# EFL Championship 2023/2024
EFL Chamiponship 2023/2024 (ze sponzorských důvodů označována jako Sky Bet Championship) byla 8. ročníkem druhé nejvyšší anglické fotbalové soutěže pod tímto názvem a 32. ročníkem pod současným formátem. 
V lize soutěžilo 24 týmů - 18 týmů, které se vrátily z předchozí sezóny, tři týmy, které sestoupily z Premier League, a tři týmy, které postoupily z League One. Z Premier League sestoupily týmy Leicester City, Leeds United a Southampton a z League One postoupily Plymouth Argyle, Ipswich Town a Sheffield Wednesday.

## Změny týmů
Od sezóny 2022/2023 změnily divizi následující týmy:
|  | Postupující z League One - Plymouth Argyle - Ipswich Town - Sheffield Wednesday Sestupující z Premier League - Leicester City - Leeds United - Southampton | Postupující do Premier League - Burnley - Sheffield United - Luton Town Sestupující do League One - Reading - Blackpool - Wigan Athletic |

## Týmy
| Tým                  | Město                     | Stadion                         | Kap.   |
| -------------------- | ------------------------- | ------------------------------- | ------ |
| Birmingham City      | Birmingham                | St Andrew's                     | 29 409 |
| Blackburn Rovers     | Blackburn                 | Ewood Park                      | 31 367 |
| Bristol City         | Bristol                   | Ashton Gate Stadium             | 27 000 |
| Cardiff City         | Cardiff                   | Cardiff City Stadium            | 33 280 |
| Coventry City        | Coventry                  | Coventry Building Society Arena | 32 609 |
| Huddersfield Town    | Huddersfield              | Kirklees Stadium                | 24 121 |
| Hull City            | Kingston upon Hull        | MKM Stadium                     | 25 400 |
| Ipswich Town         | Ipswich                   | Portman Road                    | 29 673 |
| Leeds United         | Leeds                     | Elland Road                     | 37 608 |
| Leicester City       | Leicester                 | King Power Stadium              | 32 262 |
| Middlesbrough        | Middlesbrough             | Riverside Stadium               | 34 742 |
| Millwall             | Londýn (South Bermondsey) | The Den                         | 20 146 |
| Norwich City         | Norwich                   | Carrow Road                     | 27 244 |
| Plymouth Argyle      | Plymouth                  | Home Park                       | 17 900 |
| Preston North End    | Preston                   | Deepdale                        | 23 404 |
| Queens Park Rangers  | Londýn (White City)       | Loftus Road                     | 18 439 |
| Rotherham United     | Rotherham                 | New York Stadium                | 12 021 |
| Sheffield Wednesday  | Sheffield                 | Hillsborough Stadium            | 34 854 |
| Southampton          | Southampton               | St Mary's Stadium               | 32 384 |
| Stoke City           | Stoke-on-Trent            | Bet365 Stadium                  | 30 089 |
| Sunderland           | Sunderland                | Stadium of Light                | 49 000 |
| Swansea City         | Swansea                   | Swansea.com Stadium             | 21 088 |
| Watford              | Watford                   | Vicarage Road                   | 22 200 |
| West Bromwich Albion | West Bromwich             | The Hawthorns                   | 26 850 |

## Tabulka
| Poř. | Tým                  | Z  | V  | R  | P  | VG | OG | B  |
| ---- | -------------------- | -- | -- | -- | -- | -- | -- | -- |
| 1.   | Leicester City       | 46 | 31 | 4  | 11 | 89 | 41 | 97 |
| 2.   | Ipswich Town         | 46 | 28 | 12 | 6  | 92 | 57 | 96 |
| 3.   | Leeds United         | 46 | 27 | 9  | 10 | 81 | 43 | 90 |
| 4.   | Southampton          | 46 | 26 | 9  | 11 | 87 | 63 | 87 |
| 5.   | West Bromwich Albion | 46 | 21 | 12 | 13 | 70 | 47 | 75 |
| 6.   | Norwich City         | 46 | 21 | 10 | 15 | 79 | 64 | 73 |
| 7.   | Hull City            | 46 | 19 | 13 | 14 | 68 | 60 | 70 |
| 8.   | Middlesbrough        | 46 | 20 | 9  | 17 | 71 | 62 | 69 |
| 9.   | Coventry City        | 46 | 17 | 13 | 16 | 70 | 59 | 64 |
| 10.  | Preston North End    | 46 | 18 | 9  | 19 | 56 | 67 | 63 |
| 11.  | Bristol City         | 46 | 17 | 11 | 18 | 53 | 51 | 62 |
| 12.  | Cardiff City         | 46 | 19 | 5  | 22 | 53 | 70 | 62 |
| 13.  | Millwall             | 46 | 16 | 11 | 19 | 45 | 55 | 59 |
| 14.  | Swansea City         | 46 | 15 | 12 | 19 | 59 | 65 | 57 |
| 15.  | Watford              | 46 | 13 | 17 | 16 | 61 | 61 | 56 |
| 16.  | Sunderland           | 46 | 16 | 8  | 22 | 52 | 54 | 56 |
| 17.  | Stoke City           | 46 | 15 | 11 | 20 | 49 | 60 | 56 |
| 18.  | Queens Park Rangers  | 46 | 15 | 11 | 20 | 47 | 58 | 56 |
| 19.  | Blackburn Rovers     | 46 | 14 | 11 | 21 | 60 | 74 | 53 |
| 20.  | Sheffield Wednesday  | 46 | 15 | 8  | 23 | 44 | 68 | 53 |
| 21.  | Plymouth Argyle      | 46 | 13 | 12 | 21 | 59 | 70 | 51 |
| 22.  | Birmingham City      | 46 | 13 | 11 | 22 | 50 | 65 | 50 |
| 23.  | Huddersfield Town    | 46 | 9  | 18 | 19 | 48 | 77 | 45 |
| 24.  | Rotherham United     | 46 | 5  | 12 | 19 | 37 | 89 | 27 |

|  | Postup do Premier League            |
|  | Postup do play-off EFL Championship |
|  | Sestup do EFL League One            |

## Play-off
První zápasy
| 12. května 2024 13:00 |        |              |                                                          |
| Norwich City          | 0 : 0  | Leeds United | Carrow Road, Norwich diváci: 26 982 rozhodčí: Josh Smith |
|                       | Report |              | Carrow Road, Norwich diváci: 26 982 rozhodčí: Josh Smith |

| 12. května 2024 15:15 |        |             |                                                                      |
| West Bromwich Albion  | 0 : 0  | Southampton | The Hawthorns, West Bromwich diváci: 25 367 rozhodčí: Samuel Barrott |
|                       | Report |             | The Hawthorns, West Bromwich diváci: 25 367 rozhodčí: Samuel Barrott |

Odvetné zápasy
| 16. května 2024 21:00                         |        |              |                                                            |
| Leeds United                                  | 4 : 0  | Norwich City | Elland Road, Leeds diváci: 36 384 rozhodčí: Jarred Gillett |
| Gruev 7' Piroe 20' Rutter 40' Summerville 68' | Report |              | Elland Road, Leeds diváci: 36 384 rozhodčí: Jarred Gillett |

Leeds United zvítězilo celkově 4:0.
| 17. května 2024 21:00                      |        |                      |                                                                      |
| Southampton                                | 3 : 1  | West Bromwich Albion | St Mary's Stadium, Southampton diváci: 30 712 rozhodčí: Tim Robinson |
| Smallbone 49' A. Armstrong 78', 86' (pen.) | Report | 90+7' Kipré          | St Mary's Stadium, Southampton diváci: 30 712 rozhodčí: Tim Robinson |

Southampton zvítězilo celkově 3:1.

### Finále
| 26. května 2024 16:00 |        |                  |                                                              |
| Leeds United          | 0 : 1  | Southampton      | Wembley Stadium, Londýn diváci: 85 862 rozhodčí: John Brooks |
|                       | Report | 24' A. Armstrong | Wembley Stadium, Londýn diváci: 85 862 rozhodčí: John Brooks |

## Statistiky

### Nejlepší střelci
| Poř. | Hráč                  | Tým              | Gól |
| ---- | --------------------- | ---------------- | --- |
| 1    | Sammie Szmodics       | Blackburn Rovers | 27  |
| 2    | Adam Armstrong        | Southampton      | 21  |
| 3    | Crysencio Summerville | Leeds United     | 19  |
| 3    | Morgan Whittaker      | Plymouth Argyle  | 19  |
| 5    | Jamie Vardy           | Leicester City   | 18  |
| 6    | Ché Adams             | Southampton      | 16  |
| 6    | Emmanuel Latte Lath   | Middlesbrough    | 16  |
| 6    | Josh Sargent          | Norwich City     | 16  |
| 6    | Haji Wright           | Coventry City    | 16  |
| 10   | Jack Clarke           | Sunderland       | 15  |

#### Hattricky
| Hráč             | Klub              | Soupeř              | Výsledek | Datum          |
| ---------------- | ----------------- | ------------------- | -------- | -------------- |
| Ozan Tufan       | Hull City         | Sheffield Wednesday | 4:2 (D)  | 12. srpna 2023 |
| Morgan Whittaker | Plymouth Argyle   | Norwich City        | 6:2 (D)  | 23. září 2023  |
| Ellis Simms      | Coventry City     | Rotherham United    | 5:0 (D)  | 5. března 2024 |
| Milutin Osmajić  | Preston North End | Huddersfield Town   | 4:1 (D)  | 9. dubna 2024  |
| Abdul Fatawu     | Leicester City    | Southampton         | 5:0 (D)  | 23. dubna 2024 |

### Čistá konta
| Poř. | Hráč              | Tým                  | Čisté konto |
| ---- | ----------------- | -------------------- | ----------- |
| 1    | Illan Meslier     | Leeds United         | 18          |
| 1    | Alex Palmer       | West Bromwich Albion | 18          |
| 3    | Václav Hladký     | Ipswich Town         | 15          |
| 4    | Asmir Begović     | Queens Park Rangers  | 13          |
| 4    | Mads Hermansen    | Leicester City       | 13          |
| 4    | Max O'Leary       | Bristol City         | 13          |
| 4    | Anthony Patterson | Sunderland           | 13          |
| 8    | Matija Šarkić     | Millwall             | 12          |
| 9    | Daniel Bachmann   | Watford              | 11          |
| 9    | Gavin Bazunu      | Southampton          | 11          |
| 9    | Angus Gunn        | Norwich City         | 11          |
| 9    | John Ruddy        | Birmingham City      | 11          |

### Disciplína

#### Hráči
- Nejvíce žlutých karet: 14
  -  Sam Morsy (Ipswich Town)
  -  Ryan Porteous (Watford)

- Nejvíce červených karet: 3
  -  Liam Kitching (Coventry City)

#### Kluby
- Nejvíce žlutých karet: 110
  - Preston North End

- Nejvíce červených karet: 5
  - Blackburn Rovers
  - Sheffield Wednesday

- Nejméně žlutých karet: 71
  - Bristol City

- Nejméně červených karet: 0
  - Ipswich Town

## Ocenění

### Měsíční
| Měsíc    | Trenér měsíce  | Trenér měsíce  | Hráč měsíce           | Hráč měsíce          | Reference |
| -------- | -------------- | -------------- | --------------------- | -------------------- | --------- |
| Srpen    | Enzo Maresca   | Leicester City | Gabriel Sara          | Norwich City         | [ 6 ]     |
| Září     | Kieran McKenna | Ipswich Town   | Jack Clarke           | Sunderland           | [ 7 ]     |
| Říjen    | Enzo Maresca   | Leicester City | Crysencio Summerville | Leeds United         | [ 8 ]     |
| Listopad | Daniel Farke   | Leeds United   | Sammie Szmodics       | Blackburn Rovers     | [ 9 ]     |
| Prosincc | Enzo Maresca   | Leicester City | Stephy Mavididi       | Leicester City       | [ 10 ]    |
| Leden    | Daniel Farke   | Leeds United   | Morgan Whittaker      | Plymouth Argyle      | [ 11 ]    |
| Únor     | Daniel Farke   | Leeds United   | Omari Hutchinson      | Ipswich Town         | [ 12 ]    |
| Březen   | Kieran McKenna | Ipswich Town   | Mikey Johnston        | West Bromwich Albion | [ 13 ]    |
| Duben    | Enzo Maresca   | Leicester City | Emmanuel Latte Lath   | Middlesbrough        | [ 14 ]    |